# Station Marcinkowice
Station Marcinkowice is een spoorwegstation in de Poolse plaats Nowy Sącz.